# Четвёртая степень (алгебра)
Четвёртая степень числа ({\displaystyle x^{4}}) — число, равное произведению четырёх одинаковых чисел.
Четвёртая степень числа нередко называется его биквадратом, от др.-греч. δίς, (бис), «дважды», поскольку она представляет собой произведение двух квадратов, а также квадрат квадрата:
{\displaystyle x^{4}=x^{2}\cdot x^{2}=\left(x^{2}\right)^{2}}

## Свойства
Четвёртая степень вещественного числа, как и квадрат числа, всегда принимает неотрицательные значения. 
Операцией, обратной по отношению к возведению в четвёртую степень является извлечение корня четвёртой степени.
Уравнение четвёртой степени, в отличие от уравнения пятой степени, всегда можно решить, записав ответ в радикалах (теорема Абеля, метод Феррари).

## Биквадратные числа

### Определение
Четвёртую степень натуральных чисел часто называют биквадра́тными, или гиперкуби́ческими чи́слами (последний термин может применяться и к степеням выше четвёртой). Биквадратные числа — это класс фигурных чисел, представляющий четырёхмерные кубы (тессеракты). Биквадратные числа являются четырёхмерным обобщением плоских квадратных и пространственных кубических чисел.
Начало последовательности биквадратных чисел:
1, 16, 81, 256, 625, 1296, 2401, 4096, 6561, 10000, … (последовательность A000583 в OEIS).
Общая формула для n-го биквадратного числа {\displaystyle BC_{n}}:
{\displaystyle BC_{n}=n^{4}}
Из формулы бинома Ньютона: 
{\displaystyle (n+1)^{4}=n^{4}+4n^{3}+6n^{2}+4n+1}
легко вывести рекуррентную формулу:
{\displaystyle BC_{n+1}=BC_{n}+4n^{3}+6n^{2}+4n+1}

### Свойства биквадратных чисел
Последней цифрой биквадратного числа может быть только 0 (фактически 0000), 1, 5 (фактически 0625) или 6.
Любое биквадратное число {\displaystyle BC_{n}} равно сумме первых {\displaystyle n} «ромбо-додекаэдральных чисел» вида {\displaystyle (2n-1)(2n^{2}-2n+1)}.
Каждое натуральное число можно представить в виде суммы не более 19 биквадратных чисел. Указанный максимум (19) достигается для числа 79:
{\displaystyle 79=2^{4}+2^{4}+2^{4}+2^{4}+\underbrace {1+1\ldots +1} _{15{\text{ единиц}}}}
Каждое целое число, большее 13792, может быть представлено как сумма не более чем 16 биквадратных чисел (см. проблему Варинга).
Согласно Великой теореме Ферма, сумма двух биквадратных чисел не может быть биквадратным числом. Гипотеза Эйлера утверждала, что сумма трёх биквадратных чисел также не может быть биквадратным числом; в 1986 году Ноам Элкис нашёл первый контрпример, опровергающий это утверждение:
{\displaystyle 2682440^{4}+15365639^{4}+18796760^{4}=20615673^{4}.}